# Origanum onites
Origanum onites är en kransblommig växtart som beskrevs av Carl von Linné. Origanum onites ingår i släktet kungsmyntor, och familjen kransblommiga växter. Inga underarter finns listade i Catalogue of Life.